# Aubechies
Aubechies is een dorpje in de Belgische provincie Henegouwen en een deelgemeente van de gemeente Belœil. Het is opgenomen in de lijst van de mooiste plaatsjes in Wallonië (Les Plus Beaux Villages de Wallonie).

## Bezienswaardigheden
- De romaanse Sint-Gorikkerk (Église Saint-Géry) uit de elfde en twaalfde eeuw
- Een 18de-eeuwse boerderij die behoort bij de Sint-Ghislainabdij
- Het Château de Bruycker is een neoclassicistisch kasteel uit het midden van de 19e eeuw, gelegen in een uitgestrekt landschapspark.
- De Archeosite van Aubechies-Beloeil is een archeologisch museum met replica's van prehistorische en Gallo-Romeinse gebouwen.

## Natuur en landschap
In het dorpje wordt kamille verbouwd. De hoogte aan de kerk bedraagt 53 meter. 

## Galerij

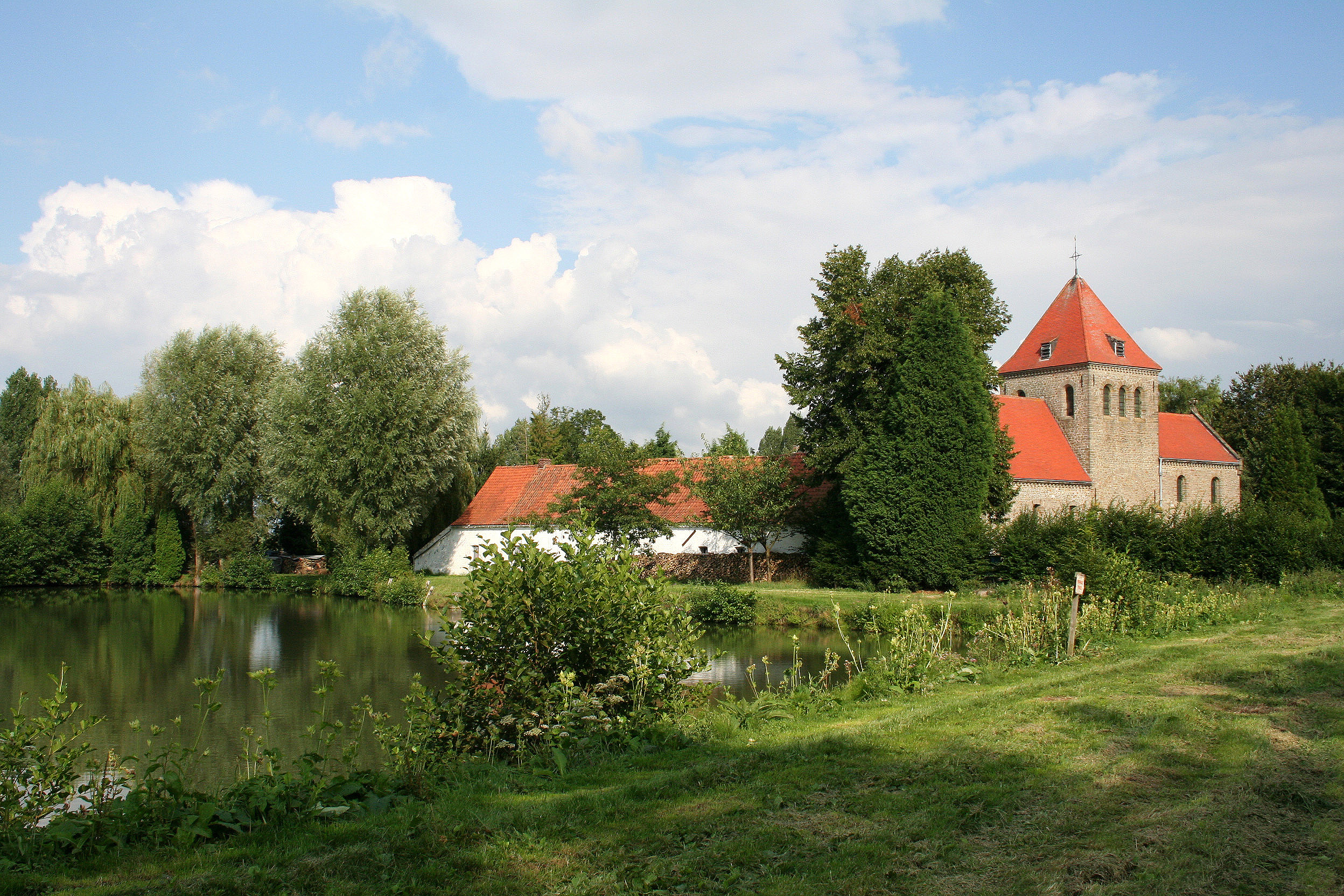
Hart van het dorp met haar oude Romaanse Sint-Gorikkerk
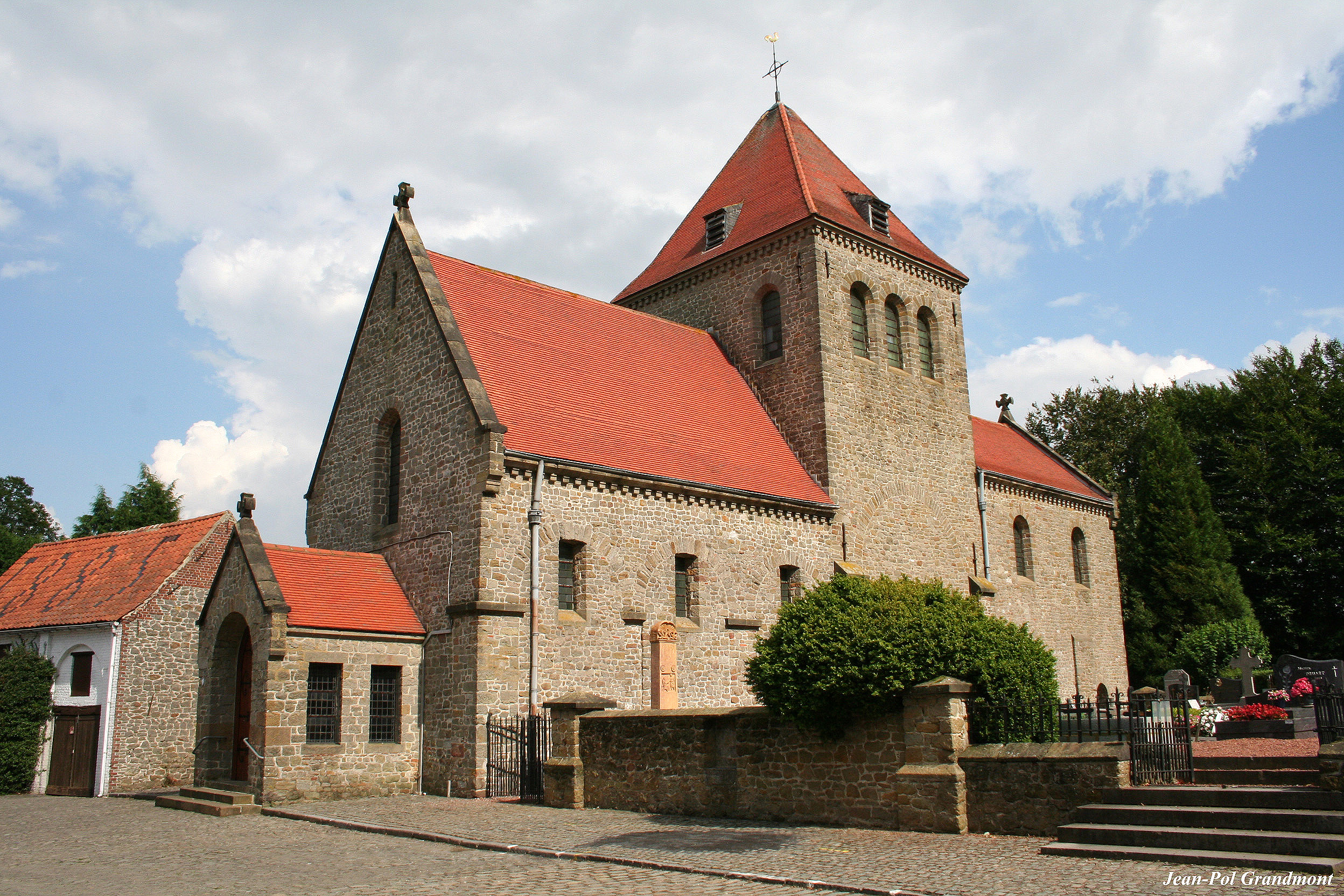
De Sint-Gorikkerk
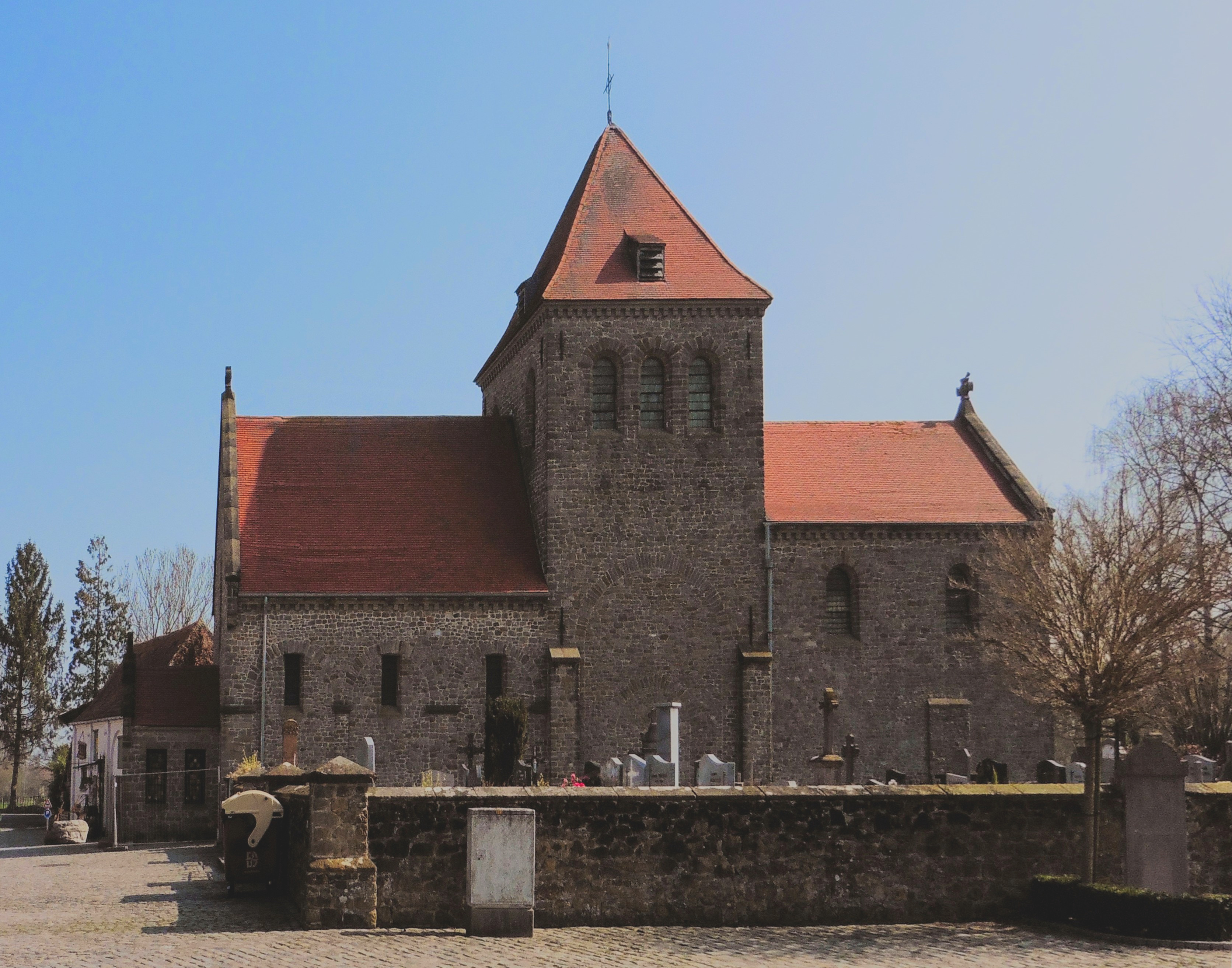
De Sint-Gorikkerk en de begraafplaats van Aubechies

## Demografische ontwikkeling
Bron: NIS; Opm:1831 t/m 1970=volkstellingen; 1976=inwoneraantal op 31 december

## Nabijgelegen kernen
Tourpes, Blicquy, Ellignies-Sainte-Anne